# Renato Carpentieri
Renato Carpentieri (n. 2 aprilie 1943, Savignano di Puglia, Campania, Italia) este un actor italian, câștigător al David di Donatello pentru cel mai bun actor principal (2018) pentru La tenerezza.